# Jordi (príncep)
Jordi (en llatí Georgius, en grec antic Γεώργιος) va ser un príncep romà d'Orient, germà de l'emperador Miquel IV el Paflagoni. Abans que el seu germà fos emperador era un eunuc de baixa condició, però després va ser nomenat protovestiari. Quan va pujar al tron Miquel V Calafat l'any 1041, va ser desterrat als seus territoris de Paflagònia, segons diu Jordi Cedrè.